# Miriam Germán
Miriam Germán Brito (Salcedo, Provincia Hermanas Mirabal, República Dominicana, 8 de diciembre de 1948) es una abogada y exjueza de la Suprema Corte de Justicia. Se desempeñó como procuradora General de la República Dominicana desde agosto de 2020 hasta el 21 de febrero de 2025. Germán Brito fue jueza presidenta de la Cámara Penal de la Suprema Corte de Justicia desde diciembre de 2011 hasta abril de 2019.

## Biografía
Miriam Concepción Germán Brito nació el 8 de diciembre de 1948 en Salcedo, Las Lilas, en el paraje de Jayabo, provincia Hermanas Mirabal. Hija de Fabio Germán y de María Brito, es la mayor de cuatro hermanos y madre de cuatro hijos.

#### Formación académica
Germán Brito se graduó en Derecho de la Pontificia Universidad Católica Madre y Maestra, con honores Cum laude, en 1972. Germán Brito, en 1975 viajó a Francia, donde cursó estudios de doctorado en Derecho Público en la Universidad de Niza, Psicología Social en la Universidad Pontificia de Salamanca y, para 1984, realizó un posgrado en Diploma de Estudios Especializados (DEA) en la Universidad de la Sorbonne. Además, se especializó en la Prevención del Delito y Tratamiento del Delincuente, en 1993.
Participó en el seminario «El razonamiento judicial aplicado a la correcta estructuración de las sentencias» impartido por la Escuela Nacional de la Judicatura en 2000 y en 2004 viajó a Washington D. C. para participar en el seminario «Aplicación interna de la normativa internacional sobre derechos humanos». En 2005, hizo una especialidad en Derecho Judicial en la Escuela Nacional de la Judicatura y participó del seminario para la implementación del Código Procesal Penal. Además tomó el curso de la jurisdicción universal y los tribunales penales internacionales, en el Centro de Formación de la Cooperación Española de Montevideo, en 2010.

#### Trayectoria
Luego de graduarse, comenzó a trabajar en la oficina de Salvador Jorge Blanco, más tarde Presidente de República Dominicana por el Partido Revolucionario Dominicano. Entre 1974 y 1976 fue juez de Paz de la Segunda Circunscripción de la provincia de Santiago de los Caballeros, también en Salcedo, provincia Hermanas Mirabal y en Moca, provincia Espaillat.
Ocupó el puesto de abogada ayudante del procurador fiscal D.N. en 1986 y luego asumió el cargo de presidenta de la Primera Cámara Penal del Juzgado de Primera Instancia del D.N. y en el periodo de 2011 ocupó la presidencia de la Primera Sala de la Corte de Apelación del Distrito Nacional. Al final de este periodo, fue nombrada presidenta de la Sala Penal de la Suprema Corte de Justicia. El 22 de diciembre de 2011, fue seleccionada como juez miembro de la Suprema Corte de Justicia por el Consejo Nacional de la Magistratura y designada por el pleno del alto tribunal como juez presidenta de la Segunda Sala o Sala Penal de la Suprema Corte de Justicia.
Juez de carrera, desde 1974, ocupó otras funciones como fiscalizadora del Juzgado de Paz de la Segunda Circunscripción de Santiago de los Caballeros o presidenta de la Cámara Penal de la Corte de Apelación del Distrito Nacional, función que desempeñaba al momento de su selección como juez segunda sustituta del presidente de la Suprema Corte de Justicia y presidenta de la Sala Penal del máximo tribunal. En 1973, comenzó a impartir clases en la Universidad Autónoma de Santo Domingo, que dio por diez años. Luego fungió como vicedecana de la facultad de Ciencias Jurídicas en 1978. Para 2008, fue corredactora del manual de formación «Conoce tus Derechos», además de que ha impartido diversas conferencias.
Fue designada como Procuradora General de la República en 17 de agosto del año 2020 en sustitución de Jean Alain Rodríguez hasta el 21 de febrero de 2025.